# (981) Martina
(981) Martina – planetoida z pasa głównego asteroid.

## Odkrycie
Została odkryta 23 września 1917 roku w Obserwatorium Simejiz na górze Koszka na Półwyspie Krymskim przez Siergieja Bielawskiego. Nazwa pochodzi od Henri Martina, francuskiego rewolucjonisty. Przed nadaniem nazwy planetoida nosiła oznaczenie tymczasowe (981) 1917 S92.

## Orbita
(981) Martina okrąża Słońce w ciągu 5 lat i 163 dni w średniej odległości 3,09 au. Należy do planetoid z rodziny Themis.